# 琢白
琢白（英語：55 Timeless）是位於信義計畫區的豪宅大樓，位於臺灣臺北市信義區信義路五段55號（信義計畫區B7地塊）。由大陸工程興建，大陸建設、厚生建設、桓邦建設、桓鉅建設共同投資開發。

## 建築設計
由陳傳宗建築師事務所與紐約白派建築大師理查·麥爾規劃設計，主結構為鋼骨構造，外觀風格獨特，使用透光度高達九成的德國interpane超白節能玻璃、玻璃帷幕及白色圓柱，為臺灣少見純白建築。樓高31層，127.2公尺，共計43戶，且在31樓設有宴會廳。

## 公共空間
公共空間部分擺放許多藝術作品，皆由理查·麥爾親自尋訪世界知名藝術家所獲。如一樓戶外廣場由美國現代主義雕塑家Richard Erdman創作的「Arete美德」、英國海洋主題雕塑家Ben Barrell的作品，一樓社區玻璃帷幕內的德國燈光雕塑藝術家Barbara Trautmann作品「Papillon蝴蝶」，一樓LoungeBar由日本紡織藝術家武田裕子創作的「Eclipse蝕」，三十一樓宴會廳懸掛美國複合媒體藝術家Belie Liu劉北立的「Canopy篷頂」。

## 已購入住戶
- 藝人、17直播創辦人黃立成
- 優比快創辦人羅伯特·佩拉（英语：Robert_Pera）
- 藝人陳怡蓉
- 藝人向華強家族